# Velafrons coahuilensis
Velafrons coahuilensis es la única especie conocida del género extinto Velafrons de dinosaurio ornitópodo hadrosáurido que habitó a finales del Cretácico durante el Campaniense, hace aproximadamente 72 millones de años en lo que es hoy Norteamérica. Velafrons habitó en una franja costera antigua conocida como Appalachia. Se lo conoce por un cráneo casi completo y un esqueleto parcial procedentes de un individuo joven, con una cresta ósea en la frente, de ahí su nombre. Estos fósiles fueron hallados en la Formación Cerro del Pueblo de alrededor de 72 millones de años, cerca de Saltillo, en Coahuila, México. La especie tipo es V. coahuilensis, debido al lugar donde fue encontrado, en conjunto significando frente de vela de Coahuila. El velafronte medía aproximadamente 7,50 metros de largo.

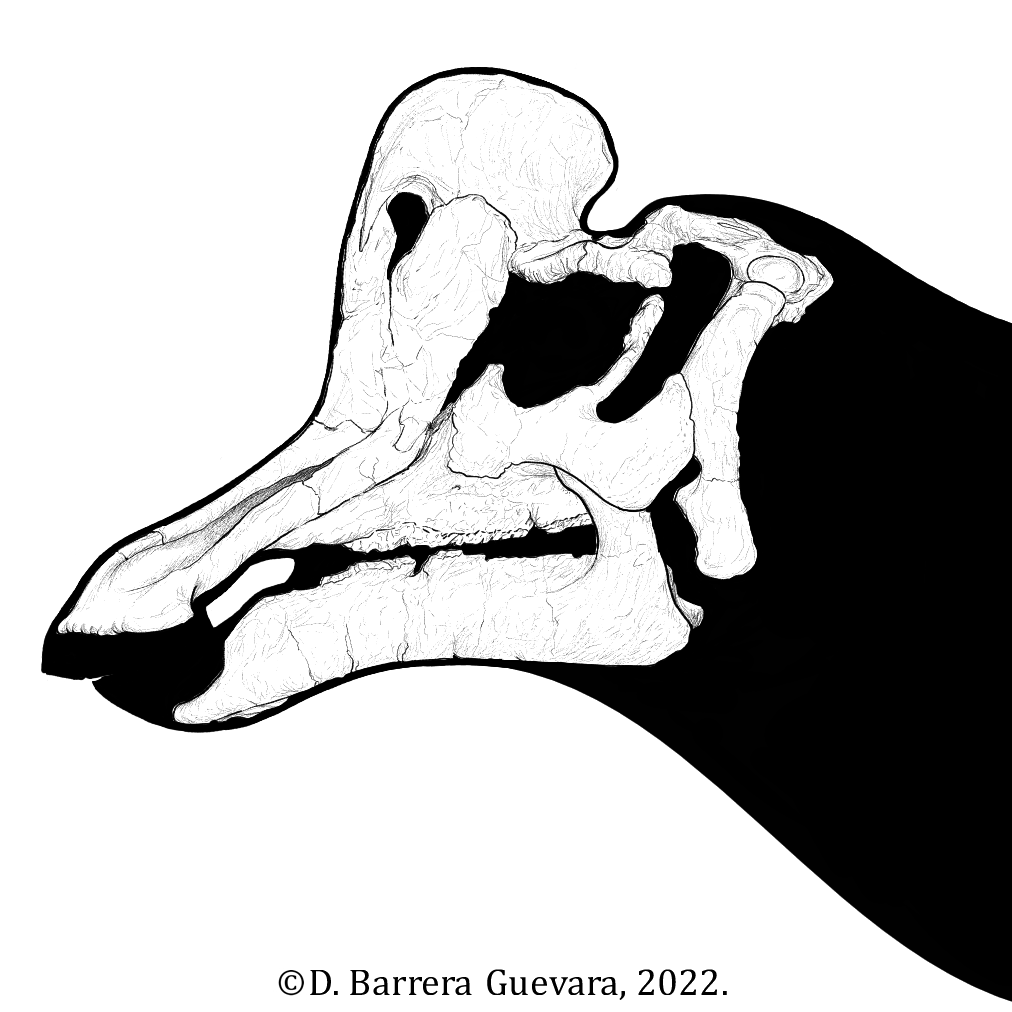
Elementos craneales preservados de Velafrons coahuilensis.

Velafrons se asemeja mucho a especímenes jóvenes de Corythosaurus y Hypacrosaurus, y se lo clasificó como coritosaurínido en el análisis filogenético hecho por Gates y sus colegas mexicanos y estadounidenses.
Velafrons fue descubierto en 1995 pero no fue sino en 2002 que pudieron extraer su cuerpo, se encontró junto con unos animales de la familia de los Triceratops y un tiranosáurido.  Actualmente se encuentra resguardado en la Colección Paleontológica de Coahuila con el Número CPC-59, en el Museo del Desierto.
El equipo lo dio a conocer en Salt Lake City, Utah, Estados Unidos El cráneo era grande en comparación a los de otros géneros que se encontraban en la misma etapa juvenil, lo cual indica que la cresta pudo haber sido pequeña en adultos, seguir un diferente ritmo de crecimiento, o puede que los adultos Velafrons hayan sobrepasado en tamaño a otros lambeosaurinos, algo que no sería extraño ya que también se han hallado otros hadrosáuridos mexicanos de gran tamaño como el Kritosaurus sp. y el Magnapaulia. Al ser un hadrosáurido,  Velafrons debió poseer una dieta herbívora.